# Contea di Jackson (Texas)
La contea di Jackson in inglese Jackson County è una contea dello Stato del Texas, negli Stati Uniti. La popolazione al censimento del 2010 era di 14 075 abitanti. Il capoluogo di contea è Edna. È stata creata nel 1835 come municipalità del Messico, mentre un anno dopo è stata organizzata come contea (in Texas). Il suo nome deriva da Andrew Jackson, settimo presidente degli Stati Uniti (1829–1837).

## Geografia fisica
| Anno | Popolazione | ±%     |
| ---- | ----------- | ------ |
| 1850 | 996         |        |
| 1860 | 2,612       | 162.2% |
| 1870 | 2,278       | −12.8% |
| 1880 | 2,723       | 19.5%  |
| 1890 | 3,281       | 20.5%  |
| 1900 | 6,094       | 85.7%  |
| 1910 | 6,471       | 6.2%   |
| 1920 | 11,244      | 73.8%  |
| 1930 | 10,980      | −2.3%  |
| 1940 | 11,720      | 6.7%   |
| 1950 | 12,916      | 10.2%  |
| 1960 | 14,040      | 8.7%   |
| 1970 | 12,975      | −7.6%  |
| 1980 | 13,352      | 2.9%   |
| 1990 | 13,039      | −2.3%  |
| 2000 | 14,391      | 10.4%  |
| 2010 | 14,075      | −2.2%  |

Secondo l'Ufficio del censimento degli Stati Uniti d'America la contea ha un'area totale di 857 miglia quadrate (2220 km²), di cui 829 miglia quadrate (2150 km²) sono terra, mentre 27 miglia quadrate (70 km², corrispondenti al 3,2% del territorio) sono costituiti dall'acqua.

### Strade principali
- U.S. Highway 59
- Interstate 69 (in costruzione)
- State Highway 35
- State Highway 111
- State Highway 172
- Farm to Market Road 234
- Farm to Market Road 616
- Farm to Market Road 1862

### Contee adiacenti
- Colorado County (nord)
- Wharton County (nord-est)
- Matagorda County (sud-est)
- Calhoun County (sud)
- Victoria County (sud-ovest)
- Lavaca County (nord-ovest)